# Fight the New Drug
Fight the New Drug (FTND) (Lucha contra la nueva droga) es una organización antipornográfica sin ánimo de lucro con sede en Utah. El grupo fue fundado por un equipo de mormones, incluido su líder Clay Olsen. Aunque niega cualquier conexión formal con esta organización, ha sido desacreditado por este motivo. El grupo fue fundado en 2009, y ha recibido declaraciones de apoyo de los funcionarios públicos en Utah. FTND describe la pornografía como una droga y argumenta que se trata de un problema de salud pública.
El grupo difunde sus mensajes a través de presentaciones y campañas de vídeo y se dirige a personas de entre dieciocho y veinticuatro años. En una campaña de 2015, FTND publicó cien vallas publicitarias en la zona de la bahía de San Francisco que señalaban "Porn Kills Love" (la pornografía mata el amor). Además, el grupo promueve su campaña mediante la presencia en medios sociales y la venta de mercancías, tales como camisetas y productos de marketing. Desde 2016 presenta su material a los estudiantes de los distritos de las escuelas públicas de Utah. En 2018, el grupo lanzó un documental en tres partes titulado "Cerebro, Corazón, Mundo".

## Recepción
Gary Herbert, el gobernador de Utah, declaró en 2010 que el grupo era "bastante atrevido" y "ciertamente revolucionario", y añadió que estaba impresionado que la campaña no fuera impulsada por el gobierno sino por los ciudadanos preocupados. El fiscal general del oeste, Mark Shurtleff describió la campaña como una de las mejores formas de combatir la pornografía.
Aunque FTND pretende presentar "sólo los hechos" sobre los efectos de la pornografía, esto ha sido discutido. James Hablin, de The Atlantic describió su enfoque como "un enfoque basado exclusivamente en algunos de los hechos", menos transparente que una ideología abiertamente ideológica y señaló que las evidencias de un vínculo entre la pornografía y los resultados negativos en salud no eran concluyentes. Samantha Allen, de The Daily Beast dijo que el mensaje del grupo estaba "arraigado a la pseudociencia", criticando la analogía de la pornografía como droga en contradicción con los resultados de la investigación en neurociencia. Allen señaló la campaña como un ejemplo de continuidad de la influencia de los mormones en cuestiones sociales y señaló que el grupo lanzó las vallas publicitarias en San Francisco como prueba de su intención de dirigir regiones socialmente progresistas. En un trabajo publicado en The Salt Lake Tribune, un grupo de terapeutas sexuales afirmó que FTND no eran profesionales de la salud mental ni sexual y no tenían formación suficiente para abordar estos temas de forma adecuada y señaló que una reclamación del grupo, que la pornografía afecta al cerebro como drogas, es falso porque la pornografía no introduce productos químicos en el cerebro.